# Yksdarhus
Yksdarhus is een vliegengeslacht uit de familie van de roofvliegen (Asilidae).

## Soorten
- Y. lyneborgi Hradský & Hüttinger, 1983